# マネジメント研究科
マネジメント研究科（マネジメントけんきゅうか）とは、経営学の研究を目的とした大学院研究科。

## 概要
民間の企業・団体、また行政機関や非営利団体（NPO）など多様な形態、目的、分野の組織運営に関する実践的な技法確立を研究する。
ビジネススクールとして北九州市立大学大学院、跡見学園女子大学大学院、名古屋商科大学大学院、玉川大学大学院、京都産業大学大学院、岡山理科大学大学院に設置されている他、分野名をつけた様々なマネジメント研究科がある。